# Venetianer Lajos
Venetianer Lajos (Kecskemét, 1867. május 19. – Újpest, 1922. november 25.) magyar rabbi, történetíró, egyetemi tanár.

## Életútja
1881-től 1891-ig volt a budapesti rabbiképző növendéke, közben egy évig a breslaui Rabbiner-Seminar hallgatója. 1890-ben avatták bölcsészdoktorrá Budapesten, 1892-ben pedig rabbivá. A kolozsvári tudományegyetemen magyar és német nyelvből középiskolai tanári oklevelet szerzett, tanította is e tárgyakat a csurgói gimnáziumban ottani lelkészkedése alatt. 1893-ban került Csurgóra, 1896-ban Lugosra, 1897-ben Újpest választotta meg főrabbijának. Az Országos Rabbiegyesületnek alelnöke, a Ferenc József Országos Rabbiképző Intézet vezérlőbizottságának 1910-től tagja, az intézet óraadó teológiai tanára volt. Az alsó tanfolyamon rendszeresen zsidó vallástant, bibliát és zsidó történetet adott elő, a felső tanfolyamon pedig az izraelita hitfelekezet magyar jogviszonyait és a hitoktatás módszertanát, Goldziher Ignác halála után pedig a vallásbölcsészeti irodalmat ismertette. A zsidó tudománynak szorgalmas és termékeny munkása volt és történetírói munkásságával jelentős érdemeket szerzett. Különösen értékesek a 19. század második felére vonatkozó zsidó tárgyú történelmi kutatásai.

## Magánélete
Vaály Ilona színésznő apja, Kertész Dezső színész apósa volt. Apja Venetianer Albert, anyja Stern Regina. Feleségét Pásztor Teréziának hívták. Újpesten, a Beniczky utca 4. számban lakott 1922-es halálakor.

## Önállóan megjelent műveinek listája
- A fokozatok könyve. Semtób Ibn Falakęra kéziratos ethikai munkája. Adalék az arab-zsidó philosophia történetéhez a XIII. században, Szeged, 1890
- A felebaráti szeret a zsidó ethikában, Budapest, 1891
- A szeretet Izraelben, Szabadka, 1892
- Az isteni szövetség. Székfoglaló beszéd, Csurgó, 1892
- Kibékülés élettel és halállal. Hitszónoklat, Csurgó, 1893
- Az eleüziszi miszteriumok a jeruzsálemi templomban. Adaléka zsidó vallástörténethez, Budapest, 1895
- Ezredéves Ünnepünk. Három beszéd, Budapest, 1896
- 1898. március 15. Ünnepi beszéd, Budapest, 1898
- Erzsébet. Emlékbeszéd 1898. szept. 10., Budapest, 1898
- A héber-magyar összehasonlító nyelvészet. Különlenyomat az IMIT-Társulat 1898. évkönyvéből, Budapest, 1898
- Gyászbeszéd, melyet dr. Boscovits Alajos orvos temetése alkalmával tartott Újpesten 1898. dec. 20., Budapest, 1898
- A zsidóság szervezete az európai államokban. Jutalmazott pályamű, Budapest, 1901
- Libanon koszorú. Ünnepi beszéd. Tartotta – Kossuth Lajos születésének századik évfordulója alkalmából, Máramarossziget, 1902
- A zsidóság eszméi és tanai, Budapest, 1904 (2. kiadás: 1913, 3. kiadás: 1926)
- A bibliai történet és az újkori ásatások. Különlenyomat Graetz irodalomtört. I. kötetének függelékéből., Budapest, 1906
- Ezekiels Vision und die salomonischen Wasserbecken, Budapest, 1906.
- A prófétai lekciók eredete. Összehasonlító liturgia történeti tanulmány, Budapest, 1908
- Fohászok, Budapest, 1914.
- Die Messiashoffnung des Judentums. Vortrag, Budapest, 1916
- Asaf Judaeus, a legrégibb hébernyelvű orvostudományi író. 1. rész. Budapest, 1916. (Az Országos Rabbiképző-Intézet Értesítőjének melléklete.)
- Asaf Judaeus, a legrégibb hébernyelvű orvostudományi író. 2. rész. Budapest, 1916. (Az Országos Rabbiképző-Intézet Értesítőjének melléklete.)
- Asaf Judaeus, a legrégibb hébernyelvű orvostudományi író. 3. rész. Budapest, 1917. (Az Országos Rabbiképző-Intézet Értesítőjének melléklete.)
- Mi az igazság? Válasz Ágoston Péter: A zsidók útja c. munkájára, Budapest, 1917 (Baltazár Dezsővel és Blau Lajossal közösen)
- A magyar zsidóság története a honfoglalástól a világháború kitöréséig, Budapest, 1922

A Népszerű Zsidó Könyvtár sorozat 10. kötetének is egyik szerzője volt. A mű címe és tartalma: Zsidó Plutarchos. 1. rész. Venetianer Lajos: Löw Lipót. Fischer Gyula: Riesser Gábor. Blau Lajos: Zunz Lipót. (Budapest, 1910-es évek)